# 坎德尔附近埃伦巴赫
坎德尔附近埃伦巴赫是德国莱茵兰-普法尔茨州的一个市镇。总面积5.47平方公里，总人口706人，其中男性367人，女性339人（2011年12月31日），人口密度129人/平方公里。